# Özer Hurmacı
Özer Hurmacı (ur. 20 listopada 1986 w Kassel) – turecki piłkarz występujący na pozycji pomocnika. Zawodnik klubu Akhisar Belediyespor.

## Kariera klubowa
Hurmacı urodził się w RFN w rodzinie pochodzenia tureckiego. Jako junior grał w klubach Fortuna Kassel oraz KSV Baunatal. W 2005 roku trafił do tureckiego Ankarasporu. Sezon 2005/2006 spędził na wypożyczeniu w ekipie Keçiörengücü z 3. Lig. W 2006 roku wrócił do Ankarasporu. W Süper Lig zadebiutował 4 sierpnia 2006 roku w zremisowanym 1:1 pojedynku z Galatasaray SK. 25 lutego 2007 roku w zremisowanym 1:1 spotkaniu z Rizesporem strzelił pierwszego gola w Süper Lig. W Ankarasporze grał do końca sezonu 2008/2009.
W 2009 roku Hurmacı podpisał kontrakt z zespołem Fenerbahçe SK, także występującym w Süper Lig. Pierwszy ligowy mecz zaliczył tam 24 sierpnia 2009 roku przeciwko Diyarbakırsporowi (3:1). W 2010 roku wywalczył z klubem wicemistrzostwo Turcji. Dotarł z nim także do finału Pucharu Turcji, jednak drużyna Fenerbahçe uległa tam 1:3 Trabzonsporowi.
W 2012 roku przeszedł do Kasımpaşa SK, a w 2014 roku został wypożyczony do Trabzonsporu. W 2015 roku podpisał z nim kontrakt, a w 2016 roku odszedł do Akhisaru Belediyespor.

## Kariera reprezentacyjna
Hurmacı jest byłym reprezentantem Turcji U-20 oraz U-21. W pierwszej reprezentacji Turcji zadebiutował natomiast 8 października 2010 roku w przegranym 0:3 meczu eliminacji Mistrzostw Europy 2012 z Niemcami.